# Schepel (geslacht)

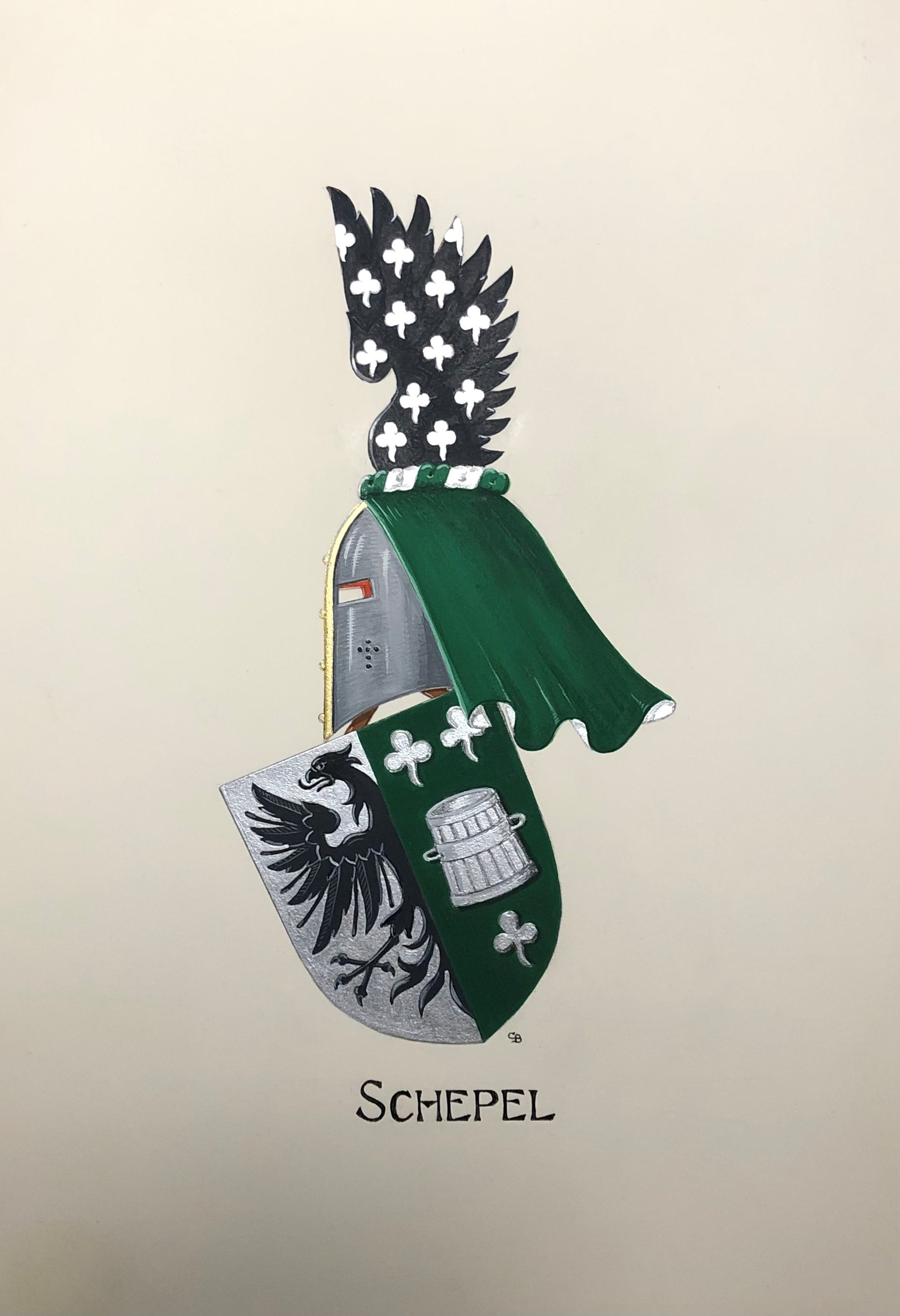
Wapen familie Schepel uit Noordbroek

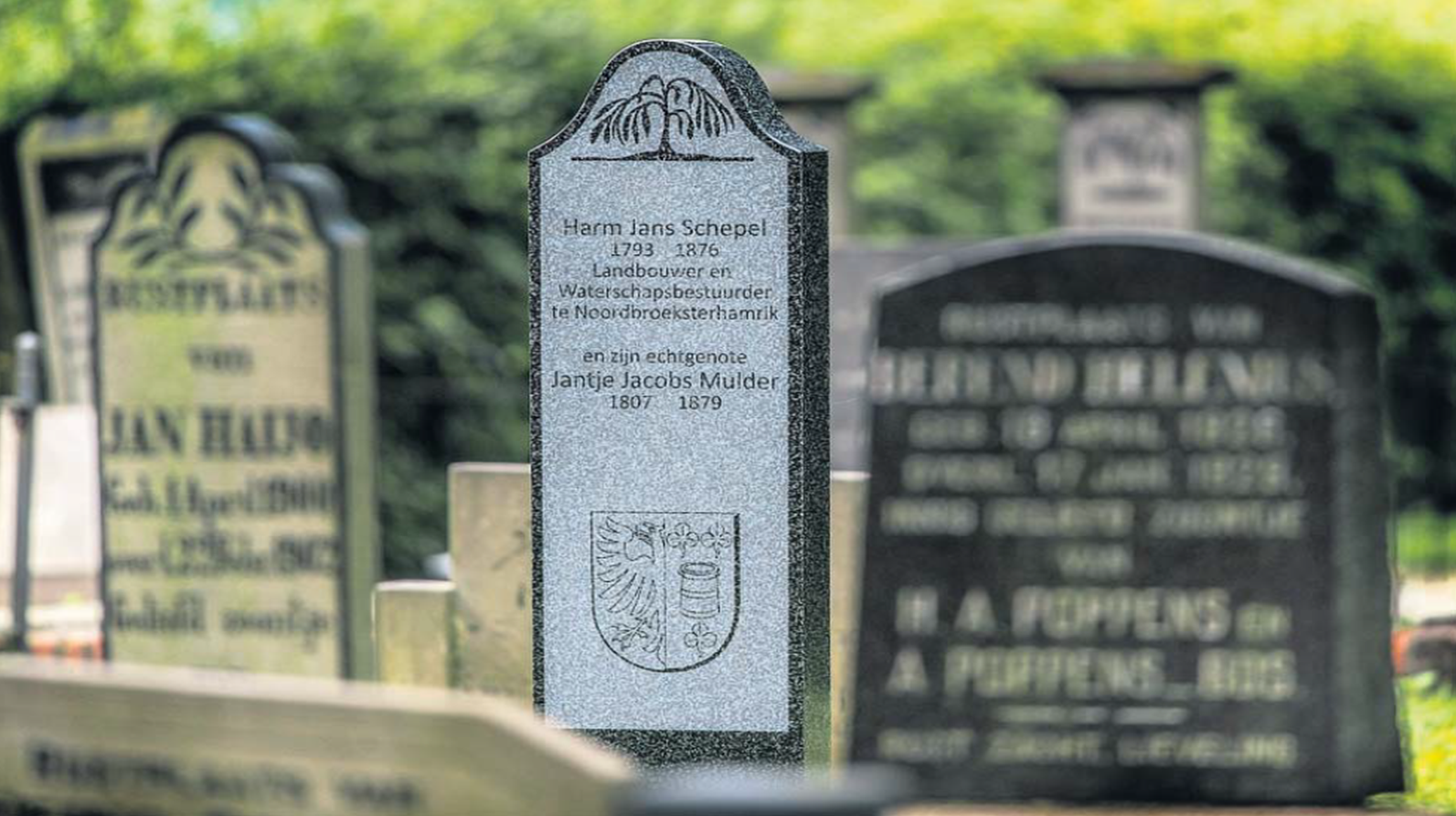
Graf van Harm en Jantje Schepel te Noordbroek

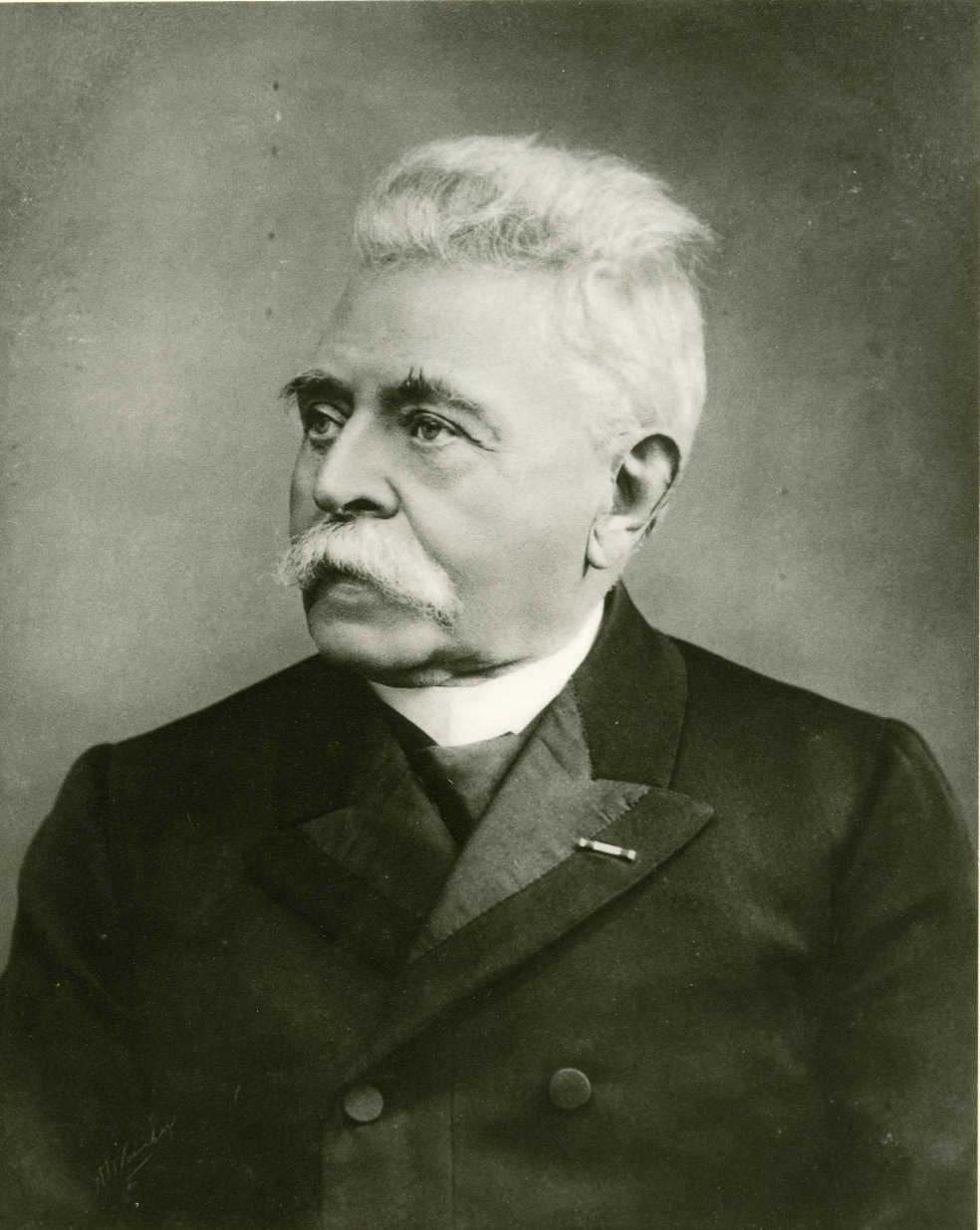
Jan Schepel, burgemeester van Winsum.

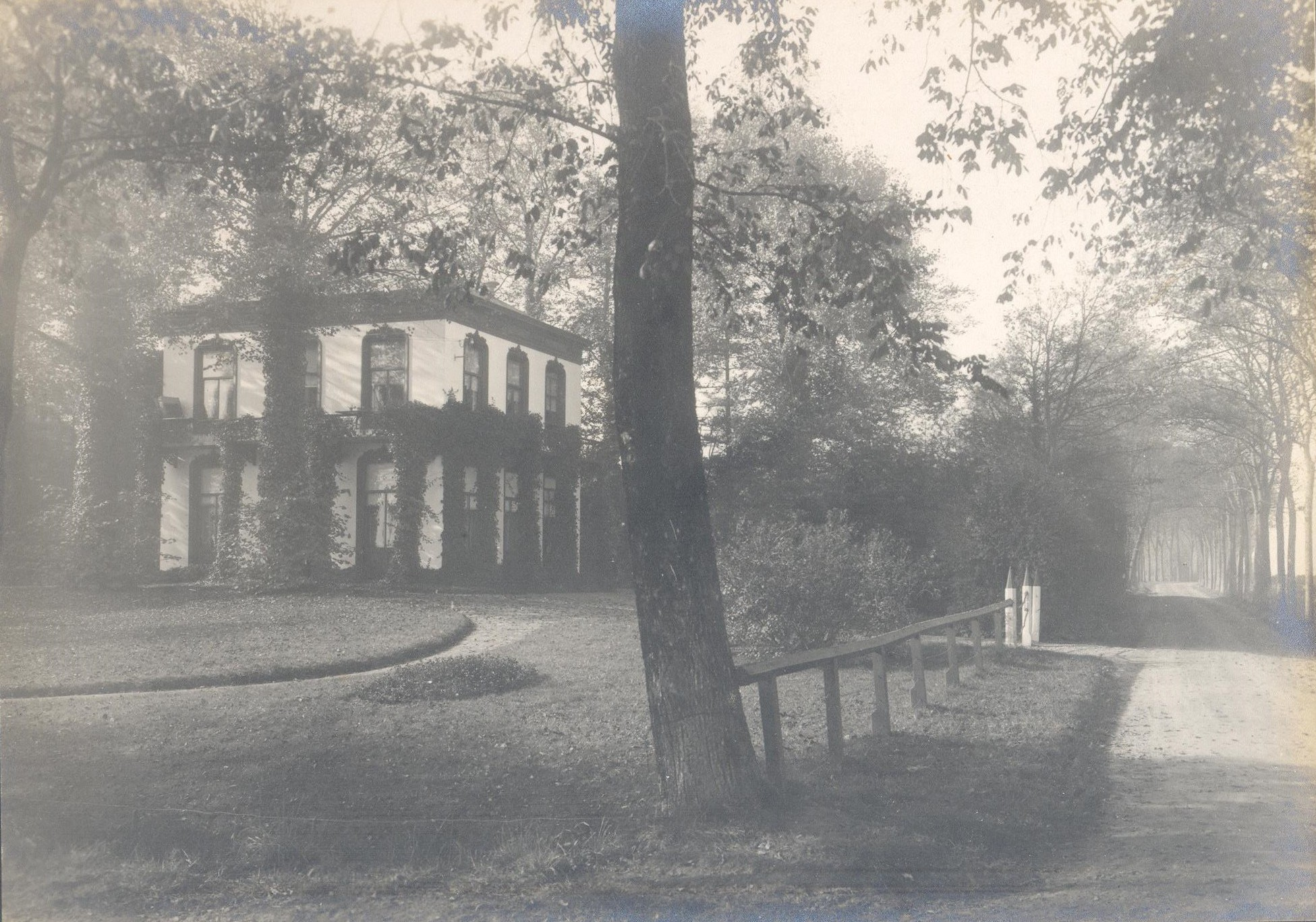
Het Schepel-huis te Winsum.

Schepel is een Nederlands geslacht afkomstig uit de provincie Groningen. Het geslacht werd in 2014 opgenomen in het Nederland's Patriciaat.

## Geschiedenis
De oudst bekende voorvader, Gerrit Berends, woonde rond het midden van de 18e eeuw met zijn gezin in Noordbroek, waar hij eigenaar was van een boerderij aan de Noordbroeksterhamrik (nu Hamrik 4). De naam Schepel dankt de familie aan Aaltje Geerts Schepel, die in 1783 trouwde met Berends zoon Jan Gerrits. 
Aanvankelijk waren de Schepels landbouwers. Vanaf Harm Jans Schepel (1793-1877) steeg de familie op de maatschappelijke ladder. Hij was onder meer directielid van Termunterzijlvest/ Oldambt (waterschap). Zijn zoon Jan Schepel (1833-1909) was van 1865-1871 burgemeester van Winsum, van 1871-1874 gedeputeerde van de provincie Groningen, en van 1874-1901 lid van de Tweede Kamer.
Mr. dr. Cornelis Jan Herman Schepel (1871-1937), zoon van voornoemde Jan, was onder andere commies-griffier van de Tweede Kamer, raadsheer in de Hoge Raad en president van het Hoog Militair Gerechtshof. In 1933 werd hij door de minister van defensie geïnstalleerd als voorzitter van de commissie-Schepel, die onderzoek moest doen naar de muiterij op De Zeven Provinciën. Cornelis trouwde met Agneta Frederika Sara Kerdijk (1877-1967), dochter van mr. Arnold Kerdijk, lid van de Tweede Kamer.

## Enkele telgen
- Jan Schepel (1833-1909), burgemeester en Tweede Kamerlid
  - Mr. dr. Cornelis Jan Herman Schepel (1871-1937), raadsheer in de Hoge Raad en president van het Hoog Militair Gerechtshof
    - Dr. Jan Arnold Cornelis Schepel (1904-1985), chirurg, mede-oprichter van het eerste Nederlandse brandwondencentrum in Beverwijk, Officier in de Orde van Oranje-Nassau
      - Marja Liisa van der Kolk-Schepel (1941), kunstenaar, musicus
      - Kaarlo Schepel (1944), vertaler en uitgever, schaker
      - Drs. Selma Schepel (1949-2015), kunstenaar, columnist, astroloog, studeerde af in klassieke Semitische talen en culturen

    - Mr. Arnold Frederik Schepel (1908-1992), griffier van de Tweede Kamer (1945-1973), Ridder in de Orde van de Nederlandse Leeuw en Commandeur in de Orde van Oranje-Nassau
      - Drs. Cornelis Schepel (1938), vertaler, schrijver
        - Prof. dr. Harm Jan Cornelis Schepel (1969), hoogleraar economisch recht te Brussel

## Schepelhuis
Op 22 juni 2023 heeft burgemeester Henk Jan Bolding in Winsum de plaquette van "Het Schepelhuis" onthuld. De villa werd in de periode 1869-1871 naar eigen ontwerp gebouwd door Jan Schepel, naar Italiaanse voorbeeld en met een in die tijd veel voorkomende slingertuin. Het huis krijgt naast de functie woonhuis ook nog de functie als trouwlocatie en wel in een samenwerkingsverband  met Villa Vijversburg nabij Leeuwarden. 

## Niet-verwante families Schepel
Niet elke Schepel is familie. Momenteel zijn er nog 60 nazaten van Gerrit Berends die de naam Schepel voeren. Volgens het Meertens Instituut waren er in 2007 tweehonderddertig personen in Nederland met de achternaam Schepel. Deze personen zijn dus niet allemaal familie van elkaar, maar merendeels behorende tot 3 families, allen afkomstig uit de provincie Groningen. Ook het Groningse predikantengeslacht Schepel (waaronder de uitgestorven tak Hamminck Schepel) is zover bekend geen familie van dit Groningse geslacht Schepel.
Ook zijn er families gevonden met de naam Schepel, welke reeds in de 16e en 17e eeuw voorkwamen in Amsterdam en zelfs in de 15e eeuw in Mecklenburg, Duitsland. Er zijn geen bewijzen gevonden, dat deze beide geslachten thans nog nazaten hebben.